# Pierre Brochard (basket-ball)
Pour les articles homonymes, voir Pierre Brochard.
Pierre Brochard, né le 19 mai 1980, à Cholet, en France, est un ancien joueur français de basket-ball. Il évolue au poste de meneur.

## Palmarès
Modèle:.coupe de France avec Cholet